# Torneo de Bastad 2009
El Torneo de Bastad es un evento de tenis que se disputa en Bastad, Suecia,  se juega entre el 4 y 19 de julio de 2009.

## Campeones

### Individuales Masculino
Robin Söderling vence a  Juan Mónaco, 6-3, 7-6(4).

### Individuales Femenino
María José Martínez Sánchez vence a  Caroline Wozniacki  7–5, 6–4.

### Dobles Masculino
Jaroslav Levinský /  Filip Polášek vencen a  Robin Söderling /  Robert Lindstedt, 1-6, 6-3, 10-7.

### Dobles Femenino
Gisela Dulko /  Flavia Pennetta vencen a  Nuria Llagostera Vives /  María José Martínez Sánchez, 6-2, 0-6, 10-6.